# Untersiemau
Untersiemau es un municipio alemán al norte de la región de la Alta Franconia en el estado de Baviera dentro del distrito de Coburgo. El municipio está situado en la valle del río Itz. Las entidades que forman parte de este municipio son Birkach am Forst, Haarth, Meschenbach, Obersiemau, Scherneck, Stöppach, Untersiemau, Weißenbrunn am Forst y Ziegelsdorf.

## Historia
Untersiemau fue mencionado por primera vez en el año 800.